# DEMONSTRATION＜EAST MEETS WEST＞
『DEMONSTRATION＜EAST MEETS WEST＞』（デモンストレーション - イースト・ミーツ・ウエスト）は、キャッツ・イン・ブーツの1枚目のオリジナル・アルバム。

## 概要
ギタリストの大橋隆志が聖飢魔IIを脱退し、1988年にロサンゼルスで結成した「キャッツ・イン・ブーツ」のファースト・アルバムである。
2021年12月8日に再発売された。

## 収録曲
（全作詞（特記以外）：ジョエル・エリス / 全作曲：大橋隆志）
1. GIRL'S ALL RIGHT, TONIGHT
作詞：ジョエル・エリス、ランディ・メアーズ
2. JUDAS KISS
3. BAD BOYS
4. 9 LIVES (SAVE ME)
5. THE BAYOU FOOL
作詞：ジョエル・エリス、ランディ・メアーズ
6. HER MONKEY
7. HEAVEN ON A HEARTBEAT